# Dagong
La Dagong Global Credit Rating (大公国际资信评估有限公司; pinyin: Dàgōng Guójì Zīxìn Pínggū Yǒuxiàn Gōngsī) è un'agenzia di rating cinese con sede a Pechino. È una delle più influenti aziende del settore e la più importante fra quelle non occidentali. È un'agenzia privata, indipendente dal potere politico e dalla Banca Popolare Cinese. Secondo quanto dichiarato dal suo fondatore e proprietario Guan Jianzhong, per evitare conflitti di interesse, all'azienda e ai suoi dipendenti è fatto divieto di acquistare azioni, obbligazioni o titoli di Stato.

## Il rating dei Paesi avanzati
AAA
     AA
     A
     BBB
     BB
     B
     C
     DDD, DD, D
     Non classificato

Rating degli Stati europei secondo Dagong Global (al 7 dicembre 2011):
AAA (Finlandia, Lussemburgo, Norvegia, Svezia, Svizzera)
AA (Austria, Danimarca, Germania, Paesi Bassi)
A (Belgio, Estonia, Francia, Gran Bretagna, Polonia, Repubblica Ceca, Spagna)
BBB (Irlanda, Italia, Lituania, Ungheria)
BB (Islanda, Lettonia, Portogallo, Romania, Turchia)
B (Ucraina)
C
DDD, DD, D (Grecia)
Non classificato

Dagong è conosciuta per i suoi giudizi severi, in particolare sulla capacità di credito degli Stati Uniti d'America. Dagong Global è stata infatti la prima agenzia ad abbassare il rating degli Stati Uniti, portandolo ad A+ nel giugno del 2010 e ad A nell'agosto 2011. La Securities and Exchange Commission ha rifiutato alla Dagon Global l'accreditamento per operare sul mercato americano nell'ottobre del 2010.
Anche nei confronti dell'Europa il giudizio di Dagong risulta più severo di quello delle sue concorrenti anglosassoni (Standard & Poor's, Moody's e Fitch Ratings): solo cinque Paesi del Vecchio continente conservano il giudizio massimo, la AAA, in particolare, Dangong è l'unica agenzia di rating a non assegnare la tripla A alla Germania. Il rating del Giappone è stato invece portato da AA- ad A+ nel giugno del 2011.

## Valutazioni del credito a lungo termine
Sui crediti a lungo termine, Dagnong classifica i mutuari su una scala compresa fra la AAA e la C.
| Rating | Descrizione                              |
| ------ | ---------------------------------------- |
| AAA    | Migliore affidabilità                    |
| AA     | Affidabilità molto alta                  |
| A      | Affidabilità alta                        |
| BBB    | Affidabilità media                       |
| BB     | Affidabilità poco sotto la media         |
| B      | Affidabilità relativamente debole        |
| CCC    | Affidabilità debole                      |
| CC     | Affidabilità molto debole                |
| C      | Nessuna affidabilità, rischio di default |
| D      | Default                                  |

## Valutazioni del credito a breve termine
Sui crediti a breve termine, Dagong classifica i mutuari su una scala compresa fra la A-1 e la D.
| Rating | Descrizione                        |
| ------ | ---------------------------------- |
| A-1    | Migliore affidabilità              |
| A-2    | Credito affidabile                 |
| A-3    | Credito accettabilmente affidabile |
| B      | Credito di carattere speculativo   |
| C      | Alto rischio di default            |
| D      | Situazione di default              |

## Altre agenzie di rating
- Standard & Poor's → McGraw-Hill
- Moody's Investors Service → Berkshire Hathaway
- // Fitch Ratings → Fimalac